# Fußball-Verbandsliga Rheinland 1987/88
Die Fußball-Verbandsliga Rheinland 1987/88 war die 36. Spielzeit der höchsten Spielklasse im Fußballverband Rheinland. Sie war auf der vierten Ligenebene unterhalb der Oberliga Südwest angesiedelt und wurde in einer Staffel ausgetragen.
Im Vergleich zur Vorsaison war keine Mannschaft aus der Oberliga Südwest abgestiegen. Aus den Landesligen kamen die vier Aufsteiger Alemannia Plaidt (Wiederaufstieg nach fünf Spielzeiten), Ahrweiler BC (Wiederaufstieg nach einer Saison), FV Engers 07 (Rückkehr nach 13 Jahren) und Sportfreunde Mastershausen (erstmals in der höchsten Spielklasse des Rheinlands) hinzu.
Rheinlandmeister wurde zum zweiten Mal der VfB Wissen, der sich damit nach 25 Jahren wieder für den überregionalen Spielbetrieb qualifizieren konnte.
Am Saisonende mussten die Mannschaften auf den letzten drei Plätzen absteigen. Der FV Engers 07 und Alemannia Plaidt verließen die Verbandsliga nach einer Saison wieder, der SV Maischeid nach fünf Jahren.

## Teilnehmer
| Verein                        | Ort                    | Kreis                     | Qualifikation                         |
| ----------------------------- | ---------------------- | ------------------------- | ------------------------------------- |
| TuS Koblenz                   | Koblenz                |                           | 2. Platz 1986/87                      |
| Eisbachtaler Sportfreunde     | Nentershausen          | Westerwaldkreis           | 3. Platz 1986/87                      |
| TuS Mayen                     | Mayen                  | Mayen-Koblenz             | 4. Platz 1986/87                      |
| VfL Bad Ems                   | Bad Ems                | Rhein-Lahn-Kreis          | 5. Platz 1986/87                      |
| VfL Oberbieber                | Neuwied                | Neuwied                   | 6. Platz 1986/87                      |
| VfB Wissen                    | Wissen                 | Altenkirchen (Westerwald) | 7. Platz 1986/87                      |
| SG Ellingen-Bonefeld-Willroth | Straßenhaus            | Neuwied                   | 8. Platz 1986/87                      |
| Spvgg Andernach               | Andernach              | Mayen-Koblenz             | 9. Platz 1986/87                      |
| TuS Argenthal                 | Argenthal              | Rhein-Hunsrück-Kreis      | 10. Platz 1986/87                     |
| BSV Weißenthurm               | Weißenthurm            | Mayen-Koblenz             | 11. Platz 1986/87                     |
| FC Bitburg                    | Bitburg                | Bitburg-Prüm              | 12. Platz 1986/87                     |
| SV Maischeid                  | Großmaischeid          | Neuwied                   | 13. Platz 1986/87                     |
| TuS Kröv                      | Kröv                   | Bernkastel-Wittlich       | 14. Platz 1986/87                     |
| SG Streif Prüm                | Prüm                   | Bitburg-Prüm              | 15. Platz 1986/87                     |
| Ahrweiler BC                  | Bad Neuenahr-Ahrweiler | Ahrweiler                 | Aufsteiger aus der Landesliga 1986/87 |
| Sportfreunde Mastershausen    | Mastershausen          | Rhein-Hunsrück-Kreis      | Aufsteiger aus der Landesliga 1986/87 |
| FV Engers 07                  | Neuwied                | Neuwied                   | Aufsteiger aus der Landesliga 1986/87 |
| Alemannia Plaidt              | Plaidt                 | Mayen-Koblenz             | Aufsteiger aus der Landesliga 1986/87 |

## Tabelle
| Pl. | Verein                         | Sp. | S  | U  | N  | Tore    | Diff. | Punkte |
| --- | ------------------------------ | --- | -- | -- | -- | ------- | ----- | ------ |
| 1.  | VfB Wissen                     | 34  | 20 | 9  | 5  | 063:290 | +34   | 49:19  |
| 2.  | Ahrweiler BC (N)               | 34  | 17 | 9  | 8  | 077:420 | +35   | 43:25  |
| 3.  | Eisbachtaler Sportfreunde      | 34  | 15 | 13 | 6  | 066:370 | +29   | 43:25  |
| 4.  | TuS Koblenz                    | 34  | 18 | 7  | 9  | 074:610 | +13   | 43:25  |
| 5.  | TuS Mayen                      | 34  | 17 | 5  | 12 | 067:480 | +19   | 39:29  |
| 6.  | VfL Oberbieber                 | 34  | 16 | 7  | 11 | 061:510 | +10   | 39:29  |
| 7.  | TuS Kröv                       | 34  | 12 | 12 | 10 | 056:500 | +6    | 36:32  |
| 8.  | Spvgg Andernach                | 34  | 15 | 6  | 13 | 066:660 | ±0    | 36:32  |
| 9.  | TuS Argenthal                  | 34  | 13 | 8  | 13 | 061:590 | +2    | 34:34  |
| 10. | SG Streif Prüm                 | 34  | 12 | 9  | 13 | 054:500 | +4    | 33:35  |
| 11. | Sportfreunde Mastershausen (N) | 34  | 13 | 7  | 14 | 055:620 | −7    | 33:35  |
| 12. | VfL Bad Ems                    | 34  | 13 | 7  | 14 | 052:650 | −13   | 33:35  |
| 13. | BSV Weißenthurm                | 34  | 8  | 13 | 13 | 038:520 | −14   | 29:39  |
| 14. | SG Ellingen-Bonefeld-Willroth  | 34  | 9  | 11 | 14 | 060:770 | −17   | 29:39  |
| 15. | FC Bitburg                     | 34  | 7  | 12 | 15 | 040:560 | −16   | 26:42  |
| 16. | FV Engers 07 (N)               | 34  | 10 | 6  | 18 | 059:800 | −21   | 26:42  |
| 17. | Alemannia Plaidt (N)           | 34  | 8  | 9  | 17 | 060:780 | −18   | 25:43  |
| 18. | SV Maischeid                   | 34  | 3  | 10 | 21 | 043:890 | −46   | 16:52  |

| (M) | Staffelsieger der Verbandsliga Rheinland 1986/87 |
| (A) | Absteiger aus der Oberliga Südwest 1986/87       |
| (N) | Aufsteiger aus der Landesliga 1986/87            |